# Ichthyomys hydrobates
Ichthyomys hydrobates là một loài động vật có vú trong họ Cricetidae, bộ Gặm nhấm. Loài này được Winge mô tả năm 1891.